# Delminichthys
Delminichthys es un género de peces de la familia de los Cyprinidae en el orden de los Cypriniformes.

## Especies
Hay cuatro especies reconocidas de este género.
- Delminichthys adspersus (Heckel, 1843)
- Delminichthys ghetaldii (Steindachner, 1882)
- Delminichthys jadovensis (Zupančič & Bogutskaya, 2002)
- Delminichthys krbavensis (Zupančič & Bogutskaya, 2002)